# بخارای من ایل من
بخارای من، ایل من دومین کتاب محمد بهمن‌بیگی است که در سال ۱۳۶۸ توسط انتشارات آگاه در تهران منتشر شد.
این مجموعه شامل ۱۹ داستان است که برگرفته از فضای زندگی عشایری و خاطرات خود نویسنده است.

## محتوا
نثر بهمن‌بیگی در این کتاب نثری روان است که باعث شده قسمت‌هایی از آن به عنوان نمونهٔ نثر فارسی در نظام آموزشی ایران تدریس شود. او در فضاسازی بسیار موفق است چرا که مخاطب می‌تواند با همراهی این داستان‌ها خود را کاملاً در فضای زندگی ایلی حس کند. این کتاب توسط انتشارات نوید شیراز تجدید چاپ شده‌است.

## به زبان‌های دیگر
الله‌وردی بهمن‌بیگی این کتاب را با عنوانِ Bukhara, My Tribe به انگلیسی ترجمه و منتشر کرده است.